# Cristina Castagna (montañista)
Cristina Castagna (Valdagno, 23 de diciembre de 1977–Broad Peak, 18 de julio de 2009) fue una alpinista italiana, la primera mujer de dicho país en escalar el Makalu. Falleció en 2009 en el Broad Peak, tras alcanzar la cima.

## Primeros años
Castagna nació cerca de San Quirico di Valdagno, parroquia del municipio de Valdagno, en la provincia de Vicenza (región del Véneto). Era la menor de cuatro hermanos y, durante su infancia, comenzó a descubrir las montañas con su padre y su tío. Tras obtener un título técnico, se convirtió en enfermera.
Durante su infancia, Castagna era muy activa, por lo que su padre le puso el apodo de «Grio» (grillo). Le gustó tanto el apodo que lo conservó en su vida adulta («El Grio»), a menudo junto con «acchiappasogni» (atrapasueños). También era una ávida lectora y escritora. Después de convertirse en la primera mujer italiana en escalar el Makalu, comenzó a aparecer en los medios italianos. Sin embargo, siguió trabajando como enfermera, escalando en su tiempo libre.
Tras un breve interés por el voleibol, a los veinte años comenzó a practicar escalada y esquí de montaña con el Club Alpino Italiano (CAI). Aunque tenía varios patrocinadores y era miembro del equipo Salewa AlpineXtrem, nunca llegó a ser una escaladora profesional de pleno derecho. También trabajó como enfermera con los Alpini y estaba inscrita en la Asociación Nacional Alpini y en el Club Alpino Italiano.

## Logros en escalada
Castagna fue la primera mujer italiana en escalar el Makalu y, en el momento de su muerte, seguía siendo la mujer trasalpina más joven en escalar un ochomil (el Shisha Pangma) a los 27 años. En 2003, durante una expedición dirigida por Tarcisio Bellò junto con Mario Vielmo, conoció a Giampaolo Casarotto, que más tarde sería su compañero de escalada en muchas expediciones. El intento de ascender al Everest terminó a 7 800 metros.
En 2004 volvió a escalar con Vielmo, esta vez hasta la cima del Shisha Pangma, junto con Michele Fait, fallecido mientras descendía el K2 en 2009. En 2005 escaló el Gasherbrum II, junto con la austríaca Gerlinde Kaltenbrunner. En 2006 intentó escalar el Lhotse, de nuevo con Silvio Mondinelli, Marco Confortola y Giampaolo Corona. Sin embargo, el frío y la congelación la obligaron a dar media vuelta a 8 120 metros. En 2008 llegó el exitoso intento del Makalu, con Casarotto. A 8 000 metros se vio afectada por el frío, pero se encontró con Waldemar Niclevicz e Irivan Burda, que la ayudaron. El 11 de mayo se convirtió en la primera mujer italiana en alcanzar la cima del Makalu, pero sufrió graves congelaciones en los pies que la mantuvieron hospitalizada durante semanas.
En su último viaje, tenía previsto escalar el Broad Peak y el Gasherbrum I junto con Casarotto, pero murió durante el descenso tras alcanzar la cima del Broad Peak. La agencia de prensa italiana ANSA mencionó su muerte entre los acontecimientos más destacados de 2009 para Italia.

## Incidente del Broad Peak
Castagna y Giampaolo Casarotto tenían previsto escalar el Broad Peak y el Gasherbrum I en su expedición de 2009. Antes de salir de casa, en una nota que más tarde encontraron sus familiares, Castagna pidió que la dejaran en las montañas en caso de accidente grave. Ese mismo día, Fabrizio Zangrilli, Benedikt Böhm y Sebastian Haag, del equipo Dynafit Gore-Tex, estaban escalando la montaña y se detuvieron varias veces con la pareja italiana. El 18 de julio, a las 15 horas de la tarde, hora local, Castagna y Casarotto alcanzaron la cima, a pesar de las duras condiciones meteorológicas que habían ralentizado a los dos escaladores durante casi diez horas.
Durante el descenso, a 7 800 metros, Castagna resbaló, ganó impulso y se detuvo varios metros más abajo en una grieta. Giampaolo Casarotto finalmente logró alcanzarla e intentar rescatarla, pero fue en vano. Ante la altura a la que quedó su cuerpo, la recuperación en helicóptero fue imposible de realizar. La familia, siguiendo sus últimas voluntades, decidió no intentar recuperarlo, evitando así poner en riesgo la vida de otros alpinistas y porteadores.
Castagna fue recordada durante una reunión del Senado italiano por los senadores de la Liga Norte Paolo Franco y Gianvittore Vaccari. Un mes después de la muerte de Castagna, tras una expedición italiana al Hindu Kush, Tarcisio Bellò escaló en solitario un pico sin nombre y le dio el nombre de ella.
En agosto de 2024 se inauguró en Pakistán el Centro Cristina Castagna, una estructura ubicada en Ghotolti, en el valle de Ishkoman, en la región de Gilgit-Baltistán, construida para la hospitalidad turística y para la formación en técnicas de montaña.

## Escaladas destacadas
- 2003: Aconcagua, en Argentina;
- 2004: Shisha Pangma, en el Tíbet, con 27 años se convirtió en la mujer italiana más joven en escalar con éxito un ochomil;
- 2005: Gasherbrum II, en Pakistán-China;
- 2006: Lhotse, en Nepal, no alcanzó la cima;
- 2007: Dhaulagiri, en Nepal;
- 2008: Makalu, entre Nepal y Tíbet, fue primera mujer italiana en escalar dicha montaña;
- 2009: Broad Peak, entre Pakistán y China, falleció durante el descenso.[1]

## Trabajo humanitario
En 1999, Castagna trabajó como enfermera en Valona durante la misión humanitaria del Gobierno italiano «Missione Arcobaleno» en Albania. Desde entonces, se ha creado un servicio oftalmológico especializado en el tratamiento precoz de las cataratas en Alepe, en Costa de Marfil, en memoria de Castagna.